# إغناثيو توريس
إغناثيو توريس (بالإسبانية: Ignacio Torres)‏ (25 سبتمبر 1983 بمدينة مكسيكو في المكسيك - ) هو لاعب كرة قدم مكسيكي في مركز الوسط. شارك مع منتخب المكسيك تحت 20 سنة لكرة القدم. أما مع النوادي، فقد لعب مع أتلانتي إف سي ونادي أمريكا ونادي سان لويس ونادي سيلايا وأتليتكو سان لويس وVenados F.C. ‏ وتامبيكو ماديرو.

## وصلات خارجية
- إغناثيو توريس على موقع قاعدة بيانات كرة القدم.إي يو (الإنجليزية)